# Vandalkriget
Vandalkriget utspelades i Nordafrika (dagens Tunisien och Algeriet) år 533-534 e.Kr. mellan Vandalriket under kung Gelimer och den invaderande östromerska armén under Belisarius befäl. Efter två stora romerska segrar vid Dekimon och Trikamaron var Vandalriket besegrat och området återigen en del av Romarriket.

## Förspel
Efter att Gelimer avsatt den tolerante och romarvänlige Hilderik år 530 e.Kr. försämrades Vandalrikets relation till Romarriket kraftigt. Kejsar Justinianus I krävde att Gelimer skulle återinsätta Hilderik och när Gelimer vägrade började kejsaren planera en invasion av Vandalriket. Han stötte dock på motstånd bland sina rådgivare och generaler då de både räddes ytterligare ökade utgifter för staten samt mindes de kejsar Leons misslyckade anfall av Vandalriket ett halvsekel tidigare. Kyrkan stödde dock en invasion av Vandalriket då vandalerna ända sedan rikets grundande förtryckt och förföljt de icke arianska kristna. Justinianus bestämde sig slutligen för att fullfölja sina planer, utnämnde Belisarius till överbefälhavare och gav honom kommandot över 10 000 fotsoldater, 5 000 ryttare (varav 600 hunner) samt 500 fartyg för överskeppningen av soldaterna till Afrika. 
Under tiden hade i Vandalriket två olika uppror brutit ut. Det första i staden Tripolis under en man vid namn Pudentios som genast sökte militär hjälp från den romerska kejsaren, vilket han fick. Det andra upproret hade flammat upp på Sardinien där vandalen Godas gjort uppror mot Gelimer i ett försök att skapa ett autonomt kungarike. Gelimer valde vid denna tidpunkt att skicka 5000 av sina bästa män under sin bror Tzazon till Sardinien med större delen av den vandaliska flottan. 

## Kartago intas
Sommaren 533 satte Belisarius segel mot det Ostrogotiska Sicilien där armén fick proviantera. När han gjorde detta fick han reda på att den vandaliska flottan hade avseglat till Sardinien och bestämde sig därför för att snarast möjligt avsegla till Afrika. Seglatsen gick utan större problem och armén kunde i början av hösten år 533 landstiga vid Caput Vada (Ras Kabouda). Belisarius påbjöd nu armén sträng disciplin och förbjöd soldaterna att plundra landsbygden under den kommande marschen mot Kartago. På så sätt lyckades han få en stor del av den gamla romerska befolkningen på sin sida när han så anträdde marschen mot Kartago. 
Gelimer planerade nu att attackera Belisarius armé som närmade sig Dekimon, 36 km från Kartago. Han beordrade brodern Ammatas i Kartago att döda den fängslade Hilderik och rycka fram mot Belisarius med de vandaler som fanns i huvudstaden. Gelimer avdelade även 2000 man till sin kusin Gibamund som fick i uppdrag att attackera den romerska vänsterflygeln. Slutligen var det tänkt att han själv skulle leda sina egna trupper för att angripa den romerska hären i ryggen. På detta sätt skulle den romerska armén attackeras från tre håll och således enkelt besegras. 
Gelimers plan förstördes när Ammatas anlände vid Dekimon före de andra truppstyrkorna och med endast en liten del av vandalerna från Kartago. Denna lille styrka flydde efter att Ammatas dödats i en skärmytsling med Belisarius förtrupp och drog med sig alla vandaler som kom från Kartago i flykten. När Gibamund sedan närmade sig västerifrån med sina 2000 man stötte han på Belisarius 600 allierade hunner som placerats långt ut på vänsterflygeln. Dessa hunner angrep Gibamunds trupp som snart tog till flykten. Slutligen anlände Gelimer själv utan att veta om Ammatas och Gundamunds nederlag och drev det på platsen belägna av Belisarius kavalleri på flykten. När Gelimer fick syn på sin döde brors kropp på marken blev han dessvärre för vandalerna, utom sig av sorg och förmådde inte förfölja det flyende romerska kavalleriet. Belisarius, som själv ännu inte anlänt vid Dekimon, fick därför tid att samla ihop sina soldater, angripa vandalerna och besegra dem varefter de flydde västerut.
Vägen till Kartago låg nu öppen och två dagar efter slaget kunde armén, utan plundring, tåga in i staden. Belisarius tog därefter itu med administrationen av staden samt påbörjade en reparation av de förfallna murarna.

## Vandalrikets undergång
Samtidigt som dessa strider ägt rum i Afrika hade Tzazon besegrat Gordas på Sardinien och återkallades nu av Gelimer. Gelimer försökte också få över landsbygdsbefolkning på sin sida genom frikostiga gåvor och kallade även till sig de morer som fortfarande var hans allierade, de flesta hade dock gått över på Belisarius sida. Dessa trupper samlade Gelimer på Bulleslätten och ryckte sedan fram mot Kartago, efter att ha misslyckats med att ta staden genom förräderi marscherade han söderut. Efter att murarna lagats ansåg sig Belisarius kunna våga sig på en strid och drog ut för att möta Gelimers armé. De båda arméerna möttes vid Trikamaron, 25 km från Kartago. Vid denna plats rann en liten bäck varvid de båda arméerna ställde upp på varsin sida. Belisarius skickade över en liten del av sitt livgarde som snart slogs tillbaka. Livgardet skickades därefter fram två gånger till varvid de lyckades döda Tzazon. Därefter gick hela den romerska armén över bäcken och slog tillbaka vandalarmén som drog sig tillbaka till lägret. När den romerska armén sedan närmade sig lägret flydde Gelimer och därefter resten av vandalerna som förföljdes och höggs ner i stort antal.
Gelimer lyckades fly till Hippo Regius och sedan till berget Papua där han sökte skydd hos en grupp allierade morer. Här uthärdade han en belägring i tre månader innan han gav upp och skickades till Kartago och sedan Konstantinopel. Under denna tid slutförde Belisarius erövringen av Vandalrikets sista utposter som därmed upphörde att existera.